# Karl Eduard Linsenmair
Karl Eduard Linsenmair (* 8. Februar 1940 in München) ist ein deutscher Biologe und emeritierter Hochschullehrer. Seine Arbeitsgebiete sind die allgemeine Ökologie, Ethoökologie, Ökophysiologie, Soziobiologie und Orientierungsphysiologie, sein Schwerpunkt ist die Tropenökologie.

## Leben
Linsenmair studierte Zoologie, Botanik, Chemie, Anthropologie und Psychologie in Heidelberg, Freiburg und Frankfurt. Er wurde 1966 mit der Dissertation Konstruktion und Signalfunktion der Sandpyramide der Reiterkrabbe Ocypode saratan Forsk. (Decapoda Brachyura Ocypodidae) promoviert. An der Johann-Wolfgang-Goethe-Universität Frankfurt am Main war er von 1967 bis 1970 DFG-Forschungsstipendiat und 1970/1971 Wissenschaftlicher Mitarbeiter im Fachbereich Biologe der Universität Regensburg. Er habilitierte 1971 und lehrte von 1972 bis 1976 an der Universität Regensburg. 1976 übernahm er den Lehrstuhl für Tierökologie am Zoologischen Institut der Universität Würzburg.
Linsenmair hat ganz entscheidend zur Etablierung und Förderung der Forschungsgebiete Tropenökologie und Biodiversität beigetragen. Er initiierte und koordinierte das DFG-Schwerpunktprogramm „Mechanismen der Erhaltung tropischer Diversität“ sowie das European Science Foundation-Programm „Tropical Canopy Research“, das inzwischen auf globaler Ebene ausgeweitet wurde.
Als einziger Biologe im „Nationalkomitee für Global Change Forschung“ war er maßgeblich an der Entwicklung des Konzepts für das BMBF-Programm BIOLOG-BIOTA beteiligt. In diesem Rahmen leitete er das Programm BIOTA-West, das Erkenntnisse aus der ökologischen Grundlagenforschung für konkrete Problemlösungen auf dem afrikanischen Kontinent einsetzen wollte. Er und sein Lehrstuhl waren damit für die wissenschaftliche und der administrative Koordination von 16 Universitäten und wissenschaftlichen Instituten in Deutschland, Burkina Faso, Benin und Elfenbeinküste zuständig.

## Forschung in Afrika
In den 80er Jahren plant Linsenmair eine feste ökologische Forschungsstation in die Savanne der Elfenbeinküste hinein zu bauen.
Dort hatte ihn 1973 auf einer Forschungsreise die unglaubliche Diversität der verschiedenen Froschaten fasziniert. Der  Comoé-Nationalpark zählt inzwischen seit 1983 zum Weltkulturerbe. 1989 werden die ersten Hütten aus Buschwerk und Blättern errichtet, innerhalb eines Jahres von Termiten zerfressen und wieder aufgebaut. Schon 1991 erhielt Linsenmair eine Förderzusage durch die Thyssen-Stiftung für seine ökologische Forschungsstation. Aufgrund von Bürokratiehürden durch Ämter, Behörden und Ministerien, dauerte das Einsammeln aller Unterschriften der 20 Stellen neun Jahre, erst 1999 begannen die Bauarbeiten an der Forschungsstation.
2002 zog der Forschertrupp um Linsenmair um in das massive Camp, das für zoologische, botanische und ökologische Forschung bestens ausgestattet war. Das war einmalig in Westafrika. Linsenmair leistete hier wichtige Beiträge über Biodiversitätsforschung in Westafrika. Er untersuchte dort neben Vorkommen und Verhalten einzelner Tierarten den globalen Wandel, Ausbreitung der Wüsten und Verlust von Artenvielfalt.
Im September 2002 besuchte eine internationale Delegation die Forschungsstation. Nur wenige Wochen später beginnt der Bürgerkrieg in der Elfenbeinküste, der direkt an Linsenmairs Station tobte. Er und seine europäischen Mitarbeiter wurden ausgeflogen und konnten erst zehn Jahre später zurückkehren.
In dieser Zeit leitete Linsenmair von Benin und Burkina Faso aus das Projekt Biota-Westafrika; das Biodiversitätsforschung betrieb und baute ein internationales Netz auf.
2010 wurde von Karl Eduard Linsenmair und Robert Foro in Ouagadougou, der Hauptstadt von Burkina Faso, nach knapp zweijähriger Planungs- und Bauzeit das neue Informationszentrum zur Biodiversität eröffnet, in dem das gesammelte Wissen jetzt der breiten Öffentlichkeit zur Verfügung gestellt werden soll.
Offiziell ist der Bürgerkrieg seit 2007 zu Ende, erst 2011 ist die Regierung einigermaßen Stabil und kann die aufflammenden Unruhen eindämmen. 2012 kehrte Linsenmair nach dem Bürgerkrieg in die Savanne zurück und findet von seiner Forschungsstation nur noch Ruinen. Er baute mit seinen Kollegen alles wieder auf. Heute liegen in weitem Abstand um das Hauptgebäude 14 Gästehäuser mit Klimaanlage und fließend Wasser. Das Herzstück ist ein langes Forschungsgebäude mit Bibliothek, Büros und Laboren. Seit 2014 hat die Station Internetanschluss und der Forschungsbetrieb läuft wieder an.  Mehrere Studenten und Doktoranden forschen hier an verschiedenen Projekten und haben auch schon die ersten wissenschaftlichen Publikationen veröffentlicht.

## Mitgliedschaften und Auszeichnungen
Karl Eduard Linsenmair wurde 1990 Präsident der Gesellschaft für Tropenökologie (gtö), ist seit 1997 gewähltes Mitglied der Deutschen Akademie der Naturforscher Leopoldina und seit 1998 der Academia Europaea. Außerdem ist er Präsident der Gesellschaft für Tropenökologie (gtö). Er ist Vorsitzender des wissenschaftlichen Beirats und Mitglied des Kuratoriums des ZMT (Zentrum für Marine Tropenökologie) in Bremen sowie Mitglied des wissenschaftlichen Beirats und des Stiftungsrats des WWF Deutschland. Daneben ist er Mitglied in verschiedenen Beiräten und Komitees („Global Change Forschung“, Forschungsinstitut Senckenberg, Naturkundemuseum Berlin, Fachkollegium Zoologie der DFG für das Fach „Ökologie und Ökosystemforschung“).
1996 erhielt Linsenmair den Körberpreis für die Europäische Wissenschaft. 2014 wurde Linsenmair für seine Verdienste um die Forschung mit der Verdienstmedaille in Gold der Universität Würzburg ausgezeichnet.

## Schriften (Auswahl)
- Konstruktion und Signalfunktion der Sandpyramide der Reiterkrabbe Ocypode saratan Forsk. (Decapoda Brachyura Ocypodidae). In: Zeitschrift für Tierpsychologie. Band 24, Nr. 4, 1967, S. 403–456, doi:10.1111/j.1439-0310.1967.tb01238.x
- European Science Foundation (Hrsg.): Tropical forest canopies: ecology and management proceedings of ESF conference, Oxford University, 12-16 December (= Forestry sciences). Kluwer academic publ, Dordrecht 2001, ISBN 978-0-7923-7049-9 (englisch): “Proceedings of the European Science Foundation Conference on Tropical Forest Canopies. Reprinted from Plant Ecology, volume 153, Nos. 1-2, pp. 1-130.”
- Wilhelm Barthlott, Karl-Eduard Linsenmair, Stefan Porembski (Hrsg.): Biodiversity structure and function ; Vol. 1 (= Encyclopedia of life support systems : EOLSS 9, Environmental and ecological sciences, engineering, and technology resources). Eolss Publishers, Oxford, U.K 2009, ISBN 978-1-84826-934-7 (englisch).
- Karl-Eduard Linsenmair: Wie die Alten sungen ... Warum singen Vögel? (= Kosmos-Bibliothek, Bd. 258). Kosmos, Stuttgart 1968, OCLC 5282734, S. 87.